# Henry Bentinck, I duca di Portland
Henry Bentinck, I duca di Portland (17 marzo 1682 – Spanish Town, 4 luglio 1726), è stato un politico inglese.
Fu governatore della Giamaica dal 1721 al 1726.

## Biografia
Henry era il secondogenito, ma figlio maggiore, di William Bentinck, I conte di Portland, e della sua prima moglie, Anne Villiers. Sua madre era un membro della nobile famiglia dei Villiers, figlia primogenita di sir Edward Villiers e sorella di Edward Villiers, I conte di Jersey. Dal 1702 al 1703, Bentinck intraprese un Grand Tour in Europa, toccando tappe importanti in Germania ed in Italia, accompagnato dal suo tutore, lo storico Paul de Rapin

### La carriera
Nel 1705, fu deputato per Southampton, carica che tenne fino al 1708, lasciando ad ogni modo un'impronta flebile nella politica della sua epoca. Nel 1709, lasciò la Camera dei Comuni per la Camera dei lord, dopo aver ereditato la contea di famiglia alla morte di suo padre, ed è stato nominato colonnello del 1º Battaglione delle Guardie a cavallo l'anno successivo. Il padre possedeva terreni nel Cheshire, nel Cumberland, nell'Hertfordshire, nel Norfolk, nel Sussex, a Westminster e nello Yorkshire per un valore totale di più di 850.000 sterline.
Nel 1716 ottenne i titoli di marchese di Titchfield e duca di Portland per la sua fedeltà alla corona inglese e dall'anno successivo venne nominato Lord of the Bedchamber di re Giorgio I d'Inghilterra, incarico che mantenne stabilmente sino alla fine dei suoi giorni. Dal 1719 divenne uno dei principali sostenitori della Royal Academy of Music. Investì molto denaro nelle operazioni della South Sea Company, ma ne perdette altrettanto col tracollo della stessa nel 1720.
Nel 1721, accettò l'incarico di governatore della Giamaica che, per quanto non prestigioso e lontano dalla patria, sarebbe stato per lui fortemente lucrativo. Morì nel 1726 a Spanish Town e il suo corpo è stato riportato in Inghilterra per la sepoltura.

## Matrimonio e figli
Il 9 giugno 1704, sposò Lady Elizabeth Noel, figlia Wriothesley Noel, II conte di Gainsborough e Catherine Greville, a Chiswick. Ebbero sette figli, di cui due morirono nell'infanzia:
- William Bentinck, II duca di Portland (1709-1762);
- Lord George (1715-1759);
- Lady Anne (? - 1749), sposò il colonnello Daniel Paul;
- Lady Amelia Catharina (? - 1756), sposò Jacob van Wassenaer, Heer van Hazerswoude-Waddingsveen.
- Lady Isabella (? - 1783), sposò Henry Monck, zio di Charles Monck, I visconte Monck.

## Ascendenza
|                                       |                 |                                        | Genitori                          |  |  | Nonni |  |  | Bisnonni                 |  |  | Trisnonni                 |  |
|                                       |                 |                                        |                                   |  |  |       |  |  | Hendrik, barone Bentinck |  |  | Eusebius, barone Bentinck |  |
|                                       |                 |                                        |                                   |  |  |       |  |  | Hendrik, barone Bentinck |  |  | Eusebius, barone Bentinck |  |
|                                       |                 | Sophia d'Ittersum                      |                                   |  |  |       |  |  | Hendrik, barone Bentinck |  |  |                           |  |
| Bernard, barone Bentinck              |                 |                                        |                                   |  |  |       |  |  | Hendrik, barone Bentinck |  |  |                           |  |
|                                       |                 | Elsabe van Ittersum                    | Wolf van Ittersum                 |  |  |       |  |  |                          |  |  |                           |  |
|                                       |                 | Elsabe van Ittersum                    | Wolf van Ittersum                 |  |  |       |  |  |                          |  |  |                           |  |
|                                       |                 | Elsabe van Ittersum                    | Anna van Westerholt               |  |  |       |  |  |                          |  |  |                           |  |
| William Bentinck, I conte di Portland |                 | Elsabe van Ittersum                    |                                   |  |  |       |  |  |                          |  |  |                           |  |
|                                       |                 | Hans Hendrik van Bloemendale           | Arent van Bloemendaal             |  |  |       |  |  |                          |  |  |                           |  |
|                                       |                 | Hans Hendrik van Bloemendale           | Arent van Bloemendaal             |  |  |       |  |  |                          |  |  |                           |  |
|                                       |                 | Hans Hendrik van Bloemendale           | Berta Vaeck                       |  |  |       |  |  |                          |  |  |                           |  |
| Anne van Bloemendale                  |                 | Hans Hendrik van Bloemendale           |                                   |  |  |       |  |  |                          |  |  |                           |  |
|                                       |                 | Eleonore Millinck                      | Jan Millinck                      |  |  |       |  |  |                          |  |  |                           |  |
|                                       |                 | Eleonore Millinck                      | Jan Millinck                      |  |  |       |  |  |                          |  |  |                           |  |
|                                       |                 | Eleonore Millinck                      | Margaretha Vaeck                  |  |  |       |  |  |                          |  |  |                           |  |
| Henry Bentinck, I duca di Portland    |                 | Eleonore Millinck                      |                                   |  |  |       |  |  |                          |  |  |                           |  |
|                                       | Edward Villiers | George Villiers                        |                                   |  |  |       |  |  |                          |  |  |                           |  |
|                                       | Edward Villiers | George Villiers                        |                                   |  |  |       |  |  |                          |  |  |                           |  |
|                                       | Edward Villiers | Audrey Saunders                        |                                   |  |  |       |  |  |                          |  |  |                           |  |
| Edward Villiers                       | Edward Villiers |                                        |                                   |  |  |       |  |  |                          |  |  |                           |  |
|                                       |                 | Barbara St. John                       | John St. John                     |  |  |       |  |  |                          |  |  |                           |  |
|                                       |                 | Barbara St. John                       | John St. John                     |  |  |       |  |  |                          |  |  |                           |  |
|                                       |                 | Barbara St. John                       | Lucy Hungerford                   |  |  |       |  |  |                          |  |  |                           |  |
| Anne Villiers                         |                 | Barbara St. John                       |                                   |  |  |       |  |  |                          |  |  |                           |  |
|                                       |                 | Theophilus Howard, II conte di Suffolk | Thomas Howard, I conte di Suffolk |  |  |       |  |  |                          |  |  |                           |  |
|                                       |                 | Theophilus Howard, II conte di Suffolk | Thomas Howard, I conte di Suffolk |  |  |       |  |  |                          |  |  |                           |  |
|                                       |                 | Theophilus Howard, II conte di Suffolk | Katherine Knyvett                 |  |  |       |  |  |                          |  |  |                           |  |
| Frances Howard                        |                 | Theophilus Howard, II conte di Suffolk |                                   |  |  |       |  |  |                          |  |  |                           |  |
|                                       |                 | Elizabeth Home                         | George Home, I conte di Dunbar    |  |  |       |  |  |                          |  |  |                           |  |
|                                       |                 | Elizabeth Home                         | George Home, I conte di Dunbar    |  |  |       |  |  |                          |  |  |                           |  |
|                                       |                 | Elizabeth Home                         | Elizabeth Gordon                  |  |  |       |  |  |                          |  |  |                           |  |
|                                       |                 | Elizabeth Home                         |                                   |  |  |       |  |  |                          |  |  |                           |  |